# Chelonomorpha
Chelonomorpha es un  género de lepidópteros perteneciente a la familia Noctuidae. Es originario de Asia.

## Especies
- Chelonomorpha austeni Moore, 1879
- Chelonomorpha burmana Strand, 1912
- Chelonomorpha formosana Miyake, 1907
- Chelonomorpha japana Motschulsky, 1860